# 斯皮內利角宮
45°26′08″N 12°19′50″E / 45.435562°N 12.330688°E

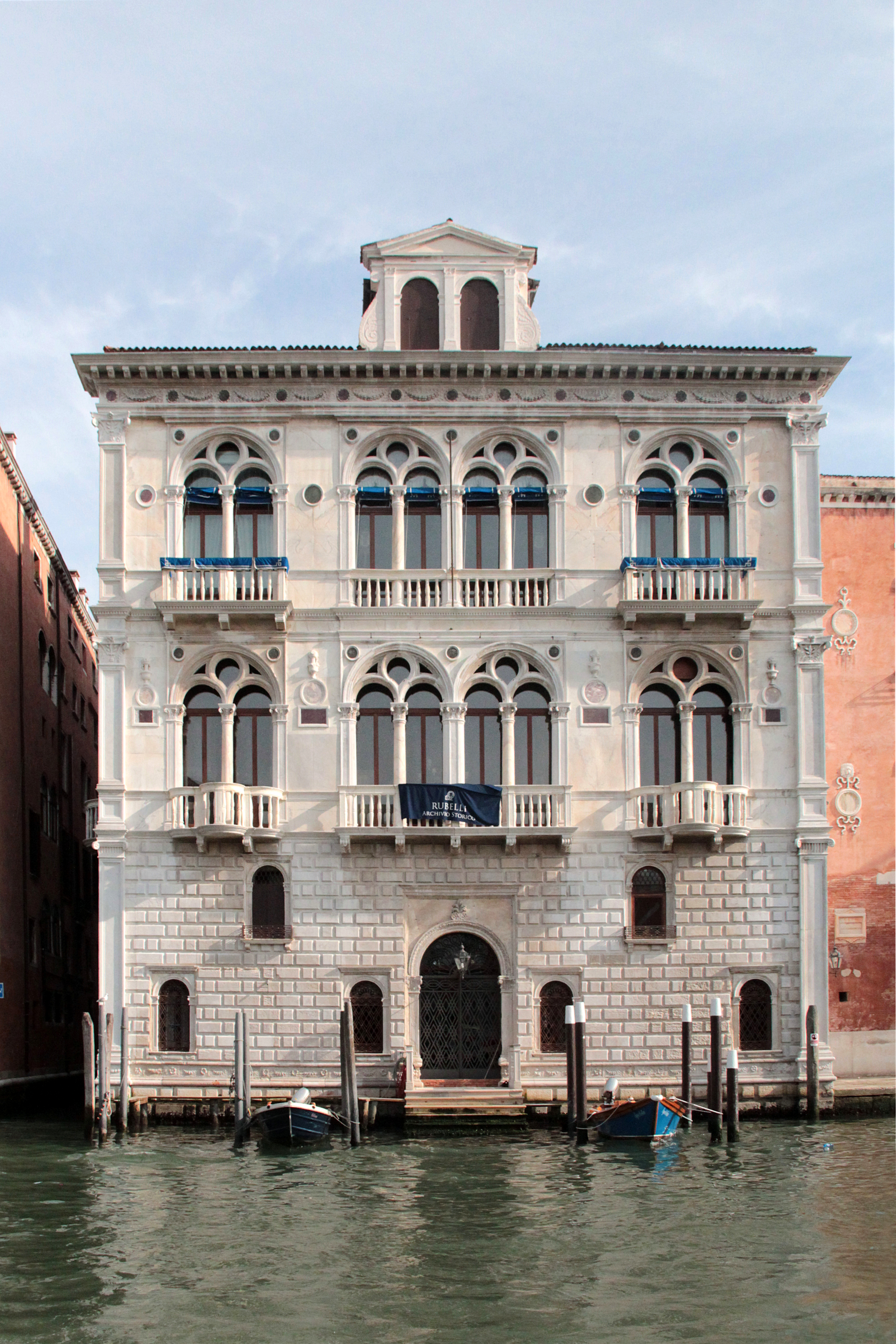
威尼斯大運河左岸的斯皮內利宮（Palazzo Corner Spinelli）

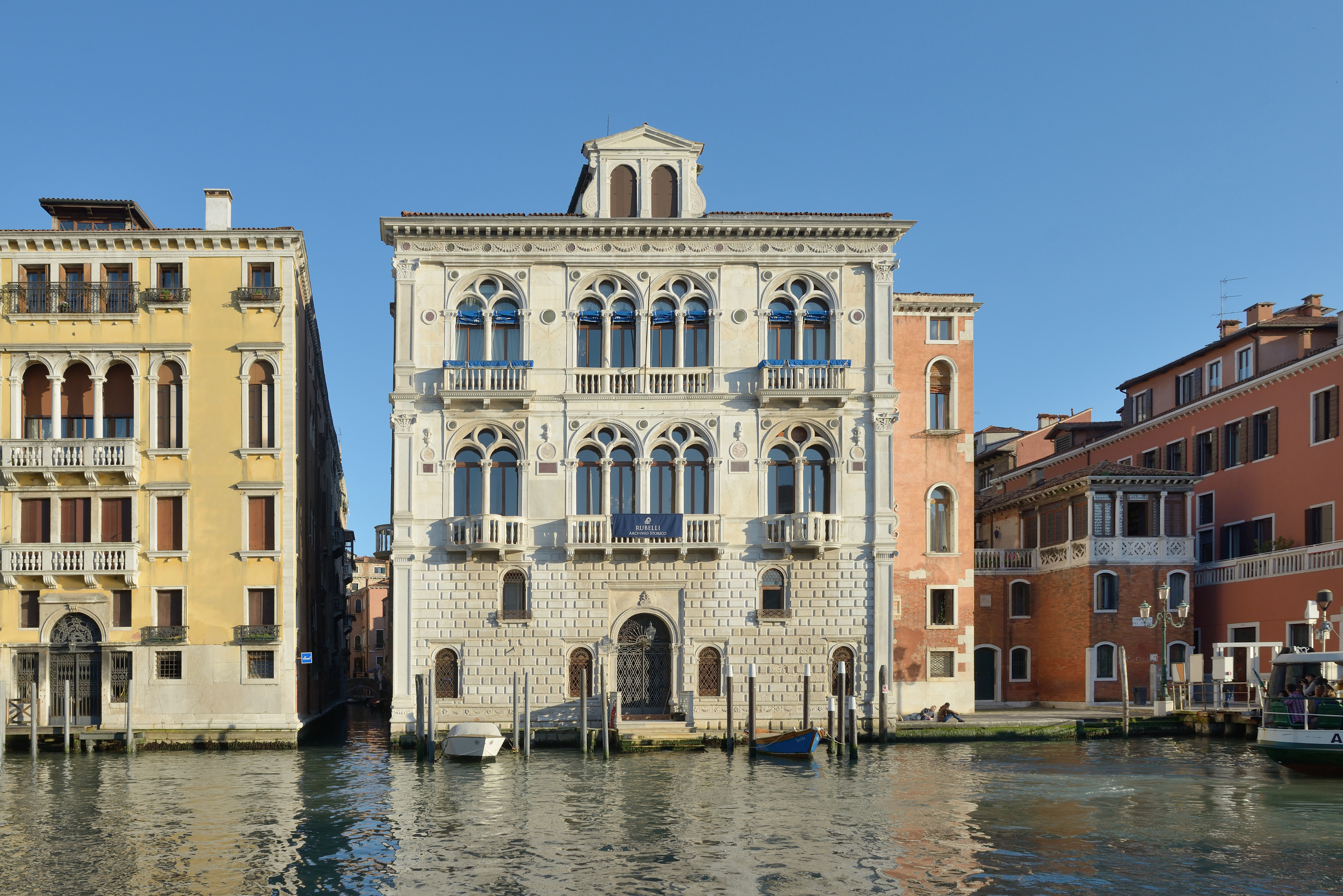
斯皮內利角宮

斯皮內利角宮（Palazzo Corner Spinelli）是意大利北部城市威尼斯的一座宮殿建築，位於大運河北岸的聖馬可區。這座宮殿建築修建於15世紀末期，設計者是Mauro Codussi。現在的建築立面修建於1497年至1500年。